# Zhang Zhilei
Zhang Zhilei (Zhoukou, 2 maart 1983) is een Chinees bokser.

## Amateurcarrière
In 2007 behaalde Zhang de bronzen medaille op de wereldkampioenschappen in Chicago. Het jaar daarop behaalde hij de zilveren medaille op de Olympische Spelen in Peking. Hier werd hij in de finale verslagen door Roberto Cammarelle. In 2009 behaalde hij de bronzen medaille op de wereldkampioenschappen 2009 in Milaan. Zhang kwalificeerde zich voor de Olympische Spelen 2012, maar werd in de kwartfinales op punten verslagen door de toekomstige wereldkampioen zwaargewicht Anthony Joshua.

## Profcarrière
In 2014 werd Zhang ondertekend door de Amerikaanse promotor Dino Duva (Dynasty Boxing) en won zijn professionele debuut op 8 augustus van hetzelfde jaar. Hij bleef tot medio 2022 ongeslagen in 25 gevechten en won 19 keer op knock-out. Zijn belangrijkste overwinningen behaalde hij tegen de Australische vechtsportveteraan Peter Graham, de Oekraïense uitdager van het Europees kampioenschap Andriy Rudenko en de Amerikaanse olympisch deelnemer Devin Vargas. 
Op 20 augustus 2022 verloor Zhang van de Kroaat Filip Hrgović door een controversiële jurybeslissing, die gepromoveerd werd tot verplichte uitdager van de IBF-titel. Vervolgens vocht hij op 15 april 2023 tegen de eveneens ongeslagen Britse WBO-interim-titelhouder Joe Joyce. Zhang won het gevecht middels een technische knock-out, nadat de scheidsrechter het gevecht stopte vanwege een ernstige zwelling in het rechteroog van Joyce. Op 23 september 2023 won hij de rematch tegen Joyce door een KO in de derde ronde. 
Zhang vocht zijn volgende wedstrijd op 8 maart 2024 en verloor van voormalig WBO-kampioen Joseph Parker door een meerderheidsbesluit van de juryleden. Op 1 juni 2024 stond Zhang tegenover voormalig WBC-kampioen Deontay Wilder, die hij versloeg op KO in de vijfde ronde.